# 8549 Алкіда
8549 Алкіда (8549 Alcide) — астероїд головного поясу.
Тіссеранів параметр щодо Юпітера — 3,478.